# Señorío de Arnedo
El señorío de Arnedo fue una jurisdicción feudal castellana, ubicada en Arnedo (La Rioja). 

## Historia
Fue creada en 1370 cuando el rey Enrique II concedió, por su rol de soldado mercenario a Bertrand du Guesclin durante la primera guerra civil castellana, una serie de gracias y privilegios, entre los que se encontraba el castillo de Arnedo. Inmediatamente después, lo intercambia por los arrabales de Soria y 2000 doblas castellanas con otro miembro importante del bando de Enrique II, don Pedro Fernández de Velasco en abril de 1370. Una vez integrada en la Casa de Velasco, esta posesión se heredaría sucesivamente entre miembros de esta casa hasta que don Antonio Fernández de Velasco casó con la condesa de Nieva, doña Francisca de Zúñiga. A partir de entonces los condes de Nieva controlarían el señorío de Arnedo hasta que éste pasó a manos de los duques de Frías tras la falta de heredero varón a don Antonio de Velasco y Zúñiga a principios del siglo XVII. El señorío de Arnedo se mantendría más o menos ininterrumpidamente bajo posesión de los duques de Frías, exceptuando el período entre los años 1713-1725 en los que el señorío fue confiscado por Felipe V al igual que otros donde los nobles titulares se le habían opuesto durante la guerra de sucesión española, hasta su abolición en 1837.

## Lista de señores de Arnedo[3]
Lista de señores del señorío de Arnedo: 
- (1370) Bertrand du Guesclin. Primer señor de Arnedo
- (1370-1384) Pedro Fernández de Velasco (Sin parentesco)
- (1384-1418) Juan Fernández de Velasco (Primogénito)
- (1418-1458) Pedro Fernández de Velasco (Primogénito)
- (1458-1493) Sancho Fernández de Velasco (Tercer hijo)
- (1493-1523) Antonio Fernández de Velasco (Primogénito)
- (1523-1564) Diego López de Zúñiga y Velasco (Primogénito)
- (1564-1607) Antonio de Velasco y Zúñiga, "El Mozo" (Primogénito)
- (1607-1623) Mariana de Zúñiga (Hija)
- (1623-1652) Bernardino Fernández de Velasco y Tovar (Sin relación directa, hijo de Juan Fernández de Velasco)
- (1652-1696) Íñigo Melchor Fernández de Velasco (Primogénito)
- (1696-1713) José Fernández de Velasco (Sobrino)
- (1725-1727) Bernardino Enrique Fernández de Velasco (Primogénito)
- (1727-1741) Agustín Fernández de Velasco (Primo lejano)
- (1741-1771) Bernardino Fernández de Velasco (Primogénito)
- (1771-1776) Martín Fernández de Velasco (Hermano)
- (1776-1811) Diego Pacheco Téllez-Girón (Sobrino nieto)